# Silická Jablonica
Silická Jablonica (in ungherese Jablonca) è un comune della Slovacchia facente parte del distretto di Rožňava, nella regione di Košice.